# 宇治村 (岡山県)
宇治村（うじそん）は、岡山県川上郡にあった村。現在の高梁市の一部にあたる。

## 地理
大池山の南に位置し、島木川が南流していた。

## 歴史
- 1889年（明治22年）6月1日、町村制の施行により、川上郡穴田村、宇治村、中野村（一部、字本郷）、飯部村（一部、字遠原）が合併して村制施行し、宇治村が発足[1][2]。穴田、宇治、本郷、遠原の4大字を編成[2]。
- 1954年（昭和29年）5月1日、川上郡玉川村・松原村・高倉村・落合村、上房郡高梁町・津川村・川面村・巨瀬村と合併し、市制施行し高梁市を新設して廃止された[1][2]。合併後は、高梁市宇治町穴田・宇治町宇治・宇治町本郷・宇治町遠原となる[2]。

## 産業
- 農業、畜産、酒造[2]

## 教育
- 1874年（明治7年）養福寺が仮校舎で貫造小学校開設[2]。1878年（明治11年）貫造・研精・円山の3小学校を統合して大荒木に煮鮮小学校を新築[2]。1887年（明治20年）尋常煮鮮小学校、1888年（明治21年）宇治簡易小学校に改称[2]。その後、尋常宇治小学校となり、1900年（明治33年）宇治尋常高等小学校、1947年（昭和22年）宇治小学校に改称[2]。
- 1947年、宇治中学校開校[2]。
- 1948年（昭和23年）県立成羽高等学校宇治分校が設立し、1954年（昭和29年）高梁市立宇治高等学校（現岡山県高梁市立宇治高等学校）として独立[2]。